# Saint-Jean-des-Bois
Saint-Jean-des-Bois je bývalá francouzská obec v departementu Orne v regionu Normandie. V roce 2012 zde žilo 176 obyvatel. K 1. lednu 2015 byla se šesti dalšími obcemi sloučena do nově vytvořené obce Tinchebray-Bocage.

## Vývoj počtu obyvatel
Počet obyvatel